# Josef Hušbauer
Josef Hušbauer, né le 16 mars 1990, est un footballeur international tchèque. Il joue au poste de milieu de terrain à Chypre, au Ypsona FC.

## Biographie

### En club
Il dispute plus de 200 matchs dans le championnat tchèque. Lors de la saison 2013-2014, il inscrit 18 buts dans le championnat de Tchéquie, ce qui fait de lui le meilleur buteur du championnat.
Il participe également aux tours préliminaires de la Ligue des champions, et à la Ligue Europa. Il marque six buts en Ligue Europa.

### En équipe nationale
Il joue son premier match en équipe de Tchéquie le 15 août 2012, en amical contre l'Ukraine (score : 0-0 à Lviv).
Il dispute ensuite quatre matchs entrant dans le cadre des éliminatoires du mondial 2014. Il inscrit son premier but en sélection le 21 mai 2014, en amical contre la Finlande (match nul 2-2 à Helsinki).

## Palmarès
- Championnat de Tchéquie
  - Champion en 2013-2014, en 2016-2017 et en 2019-2020
  - Vice-champion en 2011-2012 et en 2012-2013
  - Meilleur buteur en 2013-2014

- Coupe de Tchéquie
  - Vainqueur en 2014 et 2018
  - Finaliste en 2012

- Supercoupe de Tchéquie
  - Vainqueur en 2014